# Sabalgarh
Sabalgarh é uma cidade e um município no distrito de Morena, no estado indiano de Madhya Pradesh.

## Geografia
Sabalgarh está localizada a 26° 15′ N, 77° 24′ L. Tem uma altitude média de 212 metros (695 pés).

## Demografia
Segundo o censo de 2001, Sabalgarh tinha uma população de 29 597 habitantes. Os indivíduos do sexo masculino constituem 54% da população e os do sexo feminino 46%. Sabalgarh tem uma taxa de literacia de 64%, superior à média nacional de 59,5%: a literacia no sexo masculino é de 74% e no sexo feminino é de 52%. Em Sabalgarh, 16% da população está abaixo dos 6 anos de idade.